# Cantabria TV
Cantabria TV fue la primera cadena de televisión privada de carácter regional que nació en Cantabria (España). La cadena pertenecía a la sociedad Setecisa (Servicios Televisivos Cántabros de Información, S. A.). Sus emisiones regulares comenzaron a finales de 1995. Desde siempre, en su programación han predominado los servicios informativos, orientados hacia la población de la región. Su ámbito de influencia abarca prácticamente la totalidad de la comunidad autónoma: su señal llega al 90% de los hogares cántabros.
El 2 de mayo de 2008, coincidiendo con la celebración del 2.º centenario del Levantamiento del 2 de mayo, la cadena experimentó el comienzo de una nueva etapa empresarial: dejó de llamarse TeleCabarga, nombre que había tenido desde sus inicios, para pasar a ser Cantabria TV. Además del cambio de nombre, también se modificó la imagen corporativa y los contenidos, aumentando los programas de carácter generalista pero manteniendo la programación propia. 
Cantabria TV cesó sus emisiones el 31 de julio de 2009, una vez se hubo aceptado el Expediente de Regulación de Empleo (ERE) presentado ante la Dirección General de Trabajo y que afectó a 24 de los 27 trabajadores de los que constaba la plantilla.
Tras adquirirla Grupo Digital 2006 (dueños de Aquí TV...), con la llegada del apagón analógico volvió a reaparecer Cantabria TV en TDT como segundo canal regional de Cantabria perteneciente a los mismos propietarios que Aquí TV. Tras la desaparición de la TDT en 2011 de Aquí TV a la vez también desapareció Cantabria TV y sus respectivas emisoras (Aquí FM...).
Desde 2012 Aquí TV, Canal TV Cantabria, Cantabria TV y Aquí FM (emisora de radio de Cantabria) dejaron de emitir en TDT, FM y demás sistemas no siendo sustituidos, en su lugar no emite nada.
Con la nueva dirección gestionada desde las empresas Ociobesaya Sl y Vegavision Television y tras 11 años produciendo nuevos formatos de entretenimiento en Cantabria. La cadena consigue 3 estatuillas en los premios nacionales de Radio Television en 2019.
Cantabria TV, mejor Televisión Regional Privada de España y el Programa Pinceladas, mejor programa Social y Mejor Programa Cultural. Un hecho histórico en la producción audiovisual de la Región.
A través de las frecuencias locales de TDT de VegaVision, Tú Televisión, Aquí TV, Cantabria TV y TCB televisión emite el canal de televisión Cantabria 7 Televisión en la actualidad.

## Historia

### Inicios: 1995-2001
Cantabria TV nació con el nombre de TeleCabarga a finales de 1995. El nombre inicial de la cadena resultaba muy familiar para los cántabros, aludiendo a Peña Cabarga, uno de los picos más conocidos de esta región. Durante el año 1996, la cadena llevó a cabo una amplia campaña publicitaria con el objetivo de darse a conocer a la población de Cantabria. Con este objetivo, se realizó un importante desembolso económico que se materializó en la colocación de distintos carteles publicitarios en las paradas de bus de Santander. Además, entre otros eventos, la cadena retransmitió, en directo, un importante partido del Racing y ocupó aquel año un stand en la Feria de Muestras de Torrelavega.
Durante estos seis primeros años de existencia, Cantabria TV se consolidó como la televisión de referencia de Cantabria. Sus contenidos fueron adquiriendo un carácter cada vez más regional y se aumentó el número de horas de emisión así como la cobertura de la señal a zonas de la región de más difícil acceso. 
El logotipo durante estos años estaba formado por una T azul y una C roja juntas (las iniciales de TeleCabarga).

### La competencia: 2001-2008
La llegada del nuevo milenio trajo consigo a Cantabria la creación de otras televisiones de carácter regional. Esto supuso un incremento de la competencia televisiva, que llevaría a Cantabria TV a realizar un cambio de imagen, contenidos y, en definitiva, un proceso de modernización adaptado a los nuevos tiempos.
Fruto de este cambio fue el reforzamiento de la imagen y los contenidos de la cadena. El cambio más representativo fue el del logotipo: la T del logo anterior adoptó la forma de la silueta del conocido «pirulí» de Peña Cabarga (Monumento al Indiano) y la C representaba el perfil de una gran antena parabólica que descansaba sobre la T. Los colores de ambas letras permanecieron invariables. De telón de fondo, había un rectángulo verde con un cierto ángulo de inclinación. El color verde hacía referencia al verdor característico de los montes y prados de Cantabria.
Junto al cambio de imagen vino el cambio de programación. La producción propia aumentó y se creó, por primera vez en la cadena, un magacín nocturno llamado «En La Noche», presentado por el comunicador Jesús Mazón. El espacio contó con una buena aceptación por parte de la audiencia. Además, durante los primeros dos años aproximadamente (2001-2003), Cantabria TV firmó un contrato con UNE, la red de televisiones de proximidad propiedad de Telecinco, para poder emitir los programas de esta. De este modo se mejoró notablemente, respecto a la etapa anterior, la calidad de los contenidos generalistas de la cadena.
Desde mayo de 2008 está asociada a la red de distribución de contenidos televisivos Cadena Local TV - Local Media TV por lo cual emite diferentes programas, series, películas y otros contenidos de esta red de cadenas locales y regionales. De este modo se mejoró notablemente, respecto a la etapa anterior, la calidad de los contenidos generalistas de la cadena.
El 1 de enero de 2009, Localia TV Cantabria desapareció y en su lugar, sin tener que adaptar la antena, se ve Cantabria TV.

### Desde 2008
Entre mayo de 2008 a agosto de 2009, Cantabria TV llegaba al 85 % de los cántabros en analógico con repetidores en PeñaCabarga, Sardinero, Isla, Laredo, Ampuero, Castro Urdiales, Guriezo, Torrelavega, Valle de Cayón y Reinosa. 
El 20 de julio de 2009 se anuncia el cierre de Cantabria TV, al parecer por las inmensas pérdidas que venía arrastrando. Cantabria TV (la antigua TeleCabarga) cesó sus emisiones el 31 de julio de 2009, una vez se hubo aceptado el Expediente de Regulación de Empleo (ERE) presentado ante la Dirección General de Trabajo. El expediente afecta a la práctica totalidad de la plantilla ya que incluye a 24 de los 27 trabajadores. Quedarán tres para finiquitar la cuestión administrativa y técnica. Fuentes de la empresa Servicios Televisivos Cántabros de Información (Setecisa) señalaron el 20 de julio de 2009 que mientras se pronunciara la autoridad laboral competente la emisora de televisión funcionaría con normalidad, emitiendo la programación habitual.
Actualmente, la cadena emite contenidos enlatados y sin la mosca. Se desconoce el tiempo que permanecerá de este modo o si reaparecerá una vez se resuelva el reparto de licencias de TDT autonómica y local convocadas por el Gobierno de Cantabria.
A mediados de septiembre de 2009, la cadena regional Aquí TV dijo en un comunicado que se había trasladado a los estudios que ocupaba desde sus comienzos Cantabria TV.
Tras adquirirla Grupo Digital 2006 (dueños de Aquí TV...), con la llegada del apagón analógico volvió a reaparecer Cantabria TV en TDT como segundo canal regional de Cantabria perteneciente a los mismos propietarios que Aquí TV. Tras la desaparición de la TDT en 2011 de Aquí TV a la vez también desapareció Cantabria TV y sus respectivas emisoras (Aquí FM...).
Desde 2012 Aquí TV, Canal TV Cantabria, Cantabria TV y Aquí FM (emisora de radio de Cantabria) dejaron de emitir en TDT, FM y demás sistemas no siendo sustituidos, en su lugar no emite nada.
A través de las frecuencias locales de TDT de VegaVision, Tú Televisión, Aquí TV, Cantabria TV y TCB televisión emite el canal de televisión Cantabria 7 Televisión en la actualidad.
A través de las frecuencias de Aquí FM en FM y TDT emite en la actualidad COPE Cantabria.

## En la actualidad
A través de las frecuencias locales de TDT de VegaVision, Tú Televisión, Aquí TV, Cantabria TV y TCB televisión emite el canal de televisión Cantabria 7 Televisión en la actualidad.
A través de las frecuencias de Aquí FM en FM y TDT emite en la actualidad COPE Cantabria.

## Programación Cantabria 7 Televisión en la actualidad
- Lunes a viernes
  - Todos los días a las 6:00 a 7:05 repetición del día inmediatamente anterior emitido de 20:00 a 20:30 Telediario autonómico de Cantabria y 20:30 a 21:05 Trece noticias noche. Repaso de las noticias más destacadas de la jornada.
  - 10:55 a 11:00 Palabra de vida. Programa en el que el padre Jesús Higueras de la parroquia de Ntra. Sra. de Caná de Pozuelo de Alarcón realiza el comentario del Evangelio. Posteriormente, el padre cuelga en la web de la cadena las oraciones de toda la semana para sus fieles.
  - 11:00 a 11:35 Santa Misa. Retransmisión de la Santa Misa.
  - 14:00 a 14:30 Telediario autonómico de Cantabria
  - 14:30 a 14:55 Trece Noticias mediodía. Repaso de las noticias más destacadas de la jornada.
  - 14:55 a 15:00 El Tiempo en Trece. Informativo con la previsión meteorológica del país presentado por Marta de Pedro.
  - 15:00 a 15:45 Grandes documentales de todo tipo.
  - 15:45 a 19:00 Ni que fuéramos Shhh. María Patiño, Belén Esteban, Chelo García-Cortés, Kiko Hernández, Kiko Matamoros, Lydia Lozano y Víctor Sandoval comentan la actualidad del mundo del corazón, de la televisión y de los rostros populares del país.
  - 19:00 a 20:00 Ni que fuéramos Shhh: la Happy Hour. María Patiño, Belén Esteban, Chelo García-Cortés, Kiko Hernández, Kiko Matamoros, Lydia Lozano y Víctor Sandoval comentan la actualidad del mundo del corazón, de la televisión y de los rostros populares del país.
  - 20:00 a 20:30 Telediario autonómico de Cantabria
  - 20:30 a 21:05 Trece noticias noche. Repaso de las noticias más destacadas de la jornada.
  - 21:05 a 22:00 TRECE al día. José Luis Pérez e Inma Mansilla repasan las noticias más destacadas de la jornada. El espacio incorpora dos nuevos bloques. Fuera de foco pone el acento al lado social de la actualidad, y en los minutos finales se pone atención al mundo de las redes sociales
  - 22:00 Jueves. Santiago Martino presenta "SM Gourmet"; un programa semanal en el que en primer lugar, los protagonistas se subirán a bordo de un coche para dar a conocer algunos detalles de su vida profesional y personal.
  - 22:00 Viernes. Magazín nocturno de Rafaela Almeida. La Vida es Bella! es un magazín semanal de entretenimiento, actualidad y tendencias para toda la familia. Presentado por Rafaela Almeida, el programa ofrece cápsulas, consejos y novedades sobre cine, cultura, ocio, gastronomía, restauración, turismo, empresa, salud, moda, belleza y literatura. También incluye entrevistas con personas relevantes del país. Cuenta con reputados colaboradores y especialistas en sus temáticas.
- Sábados, domingos y festivos
  - Domingos y festivos
  - 10:00 Domingos. Santa Misa. Cada domingo retransmisión de la Santa Misa desde un municipio de Cantabria con reportajes de los municipios desde donde se celebra la Eucaristía.
  - 14:00 a 14:30 Telediario autonómico de Cantabria
  - 14:30 a 14:40 TRECE y Cope. Es noticia. Última hora de la actualidad informativa del día de la mano de la Cadena COPE.
  - 14:40 a 16:20 Grandes documentales de todo tipo.
  - 16:20 a 20:00 Sábados, domingos y algunos festivos Deportes tradicionales de Cantabria (Bolos en Cantabria, Remo (deporte), Salto pasiego, Palu pasiego, Aluche (deporte), Carrera de belorta, Corta de troncos, Carreras de ollas, Juego de la soga, Tiro de palo y Palas (deporte).
  - 20:00 a 20:30 Telediario autonómico de Cantabria
  - 20:30 a 20:40 TRECE y Cope. Es noticia. Última hora de la actualidad informativa del día de la mano de la Cadena COPE